# 副島里美
副島 里美（そえじま さとみ）は、日本の家政学者（保育学）。学位は、博士（学術）（東京家政大学・2012年）。長野短期大学教授。
蒲田保育専門学校講師、高崎健康福祉大学短期大学部こども学科准教授、岐阜聖徳学園大学教育学部准教授、静岡県立大学こども学科准教授、などを歴任した。

## 来歴

### 生い立ち
武庫川女子大学に進学し、文学部にて学んだ。1987年3月、武庫川女子大学を卒業した。なお、後年になって東京家政大学の大学院に在籍し、家政学研究科の人間生活学専攻にて学んだ。2012年9月、東京家政大学の大学院を修了し、博士（学術）の学位を取得している。

### 研究者として
蒲田保育専門学校に採用され、2003年4月より講師を専任で務めた。2010年4月、高崎健康福祉大学の短期大学部に転じ、こども学科の准教授に就任した。2013年4月には岐阜聖徳学園大学に転じ、教育学部の准教授に就任した。2016年4月、静岡県立大学の短期大学部に転じ、新設されたこども学科にて准教授に就任した。また、研究者としての活動の傍ら、岐阜市立加納幼稚園にて評議委員を兼任した。

## 研究
専門は家政学であり、特に保育学などの分野を研究していた。具体的には、障碍児に対する保育に関する研究や、子供における成長観についての研究に取り組んでいた。学術書や専門書なども執筆している。また、誕生会についても研究しており、そのあり方や歴史について取り上げていた。
学術団体としては、日本保育学会、日本乳幼児教育学会、日本LD学会、日本発達心理学会、などに所属した。日本乳幼児教育学会においては、査読協力委員を務めた。

## 人物
保育について「人間の基礎を作る大切な営み」であると位置づけており、大学教育を通じて「役割とあり方について、自分自身が考え創造できるような保育者」を育成したいとしている。また、自身の研究については「子どもやその保護者が健やかに育成され支援されることに繋がる」ことを目指している。

## 略歴
- 1987年 - 武庫川女子大学文学部卒業[1]。
- 2003年 - 蒲田保育専門学校講師[3]。
- 2010年 - 高崎健康福祉大学短期大学部こども学科准教授[3]。
- 2012年 - 東京家政大学大学院家政学研究科修了[1]。
- 2013年 - 岐阜聖徳学園大学教育学部准教授[3]。
- 2016年 - 静岡県立大学短期大学部こども学科准教授[3]。

## 著作
「副島里美」名義の著作と、旧姓の「足立里美」名義の著作が存在する。

### 共著
- 柴崎正行・長崎勤・本郷一夫編著『障害児保育』2版、同文書院、2004年。ISBN 4810313026
- 柴崎正行編著『演習保育方法の探究』建帛社、2011年。ISBN 9784767932781
- 柴崎正行編著『保育内容の基礎と演習』わかば社、2015年。ISBN 9784907270124
- 柴崎正行編著『保育方法の基礎』わかば社、2015年。ISBN 9784907270131
- 石橋哲成編著、谷田貝公昭・石橋哲成監修『保育原理』一藝社、2016年。ISBN 9784863591103

### 分担執筆、寄稿、等
- 幼少年教育研究所編著『遊びの指導』乳・幼児編、新版、同文書院、2009年。ISBN 9784810300376
- 柴崎正行・赤石元子編著『保育内容環境』光生館、2009年。ISBN 9784332701354
- 柴崎正行編著『障がい児保育の基礎』わかば社、2014年。ISBN 9784907270087
- 石川昭義・小原敏郎編著『保育者のためのキャリア形成論』建帛社、2015年。ISBN 9784767950228

## 関連人物
- 石川昭義
- 谷田貝公昭